# Артиче
Артиче (словен. Artiče) — поселення в общині Брежиці, Споднєпосавський регіон, Словенія. Висота над рівнем моря: 216,1 м.